# Renys
R.H. Reny, Inc., handelend onder de naam Renys: A Maine Adventure, is een warenhuisketen in de Amerikaanse staat Maine. De keten werd opgericht in 1949 door Robert H. Reny met de opening van de eerste winkel opende in Damariscotta. Anno 2024 is het bedrijf nog steeds in handen van de familie Reny en wordt geleid door de derde generatie.
Renys koopt kleine partijen van overproductie, voorgaande collecties en productiefoutjes van hoogwaardige merken in en kan daarmee de concurrentie aangaan met bedrijven als Walmart.
Het hoofdkantoor en het distributiecentrum van het bedrijf zijn gevestigd in Newcastle. Anno 2024 zijn er 17 winkellocaties: Bath, Belfast, Bridgton, Camden, Damariscotta (twee winkels), Dexter, Ellsworth, Farmington, Gardiner, Madison, Pittsfield, Portland, Saco, Topsham, Wells en Windham.
Renys had één winkel in de provincie Aroostook, in Fort Kent, Maine.  De winkel werd in september 1999 gesloten omdat het pand onveilig was. Het warenhuis was een populaire winkel voor de inwoners uit de hele St John Valley. Het filiaal weerstond overstromingen van de St. Johns River, voordat de dijk in het centrum werd aangelegd. Ook heeft de winkel 2 keer brandschade gehad. Hoewel het filiaal na elke ramp hersteld werd, had het gebouw veel te lijden gehad en werd op den duur als onveilig bestempeld.